# Arnold Nordsieck
Arnold Theodore Nordsieck (Marysville, Ohio, 5 de janeiro de 1911 — Santa Bárbara, Califórnia, 19 de janeiro de 1971) foi um físico estadunidense.
Nordsieck estudou na Universidade do Estado de Ohio, onde obteve um mestrado em física em 1932, e obteve um doutorado em 1935 na Universidade da Califórnia, orientado por Robert Oppenheimer, com a tese Scattering of radiation by an electric field. Foi um colaborador muito próximo a Robert Oppenheimer (com quem lia Platão no original em grego antigo) e a Felix Bloch da Universidade Stanford. Foi pós-doutorando de Werner Heisenberg na Universidade de Leipzig. Com Bloch resolveu o problema infravermelho da eletrodinâmica quântica, o problema da variação das amplitudes de espalhamento por exemplo da Bremsstrahlung, que teria sua causa na massa de repouso de desaparecimento dos fótons. Bloch e Nordsieck mostraram que isto era apenas um problema aparente da teoria de perturbação usada. De 1947 a 1961 foi professor da Universidade de Illinois em Urbana-Champaign. Mais tarde trabalhou na General Research Corporation em Santa Barbara, onde foi diretor da seção de física.
Em 1950 construiu um computador analógico (Differential Analyzer) na Universidade de Illinois (usando componentes eletrônico no valor de 700 dólares, provenientes de legados da Segunda Guerra Mundial) e um outro, que veio a ser o primeiro computador do Laboratório Nacional de Lawrence Livermore.
Em 1953 desenvolveu o giroscópio eletrostaticamente suspenso (ESG, electrostatically suspended gyroscope), que foi produzido pela Honeywell e outras firmas e foi usado como instrumento de navegação em submarinos atômicos. Também propôs para a Marinha dos Estados Unidos o Cornfield System, um sistema de decisão auxiliado por computador para avaliar dados de radar para a defesa aérea em navios.
Foi também um pioneiro da simulação computacional e resolveu na década de 1960 com Bruce L. Hicks a equação de transporte de Boltzmann completamente não-linear em diversos problemas de não-equilíbrio da gasdinâmica. Nordsieck também publicou trabalhos sobre matemática numérica.
Em 1955 foi bolsista Guggenheim.
Dentre seus doutorandos consta Erwin Hahn (1949).